# تلیاکی-کوبوو
تلیاکی-کوبوو (انگلیسی: Telyakey-Kubovo) یک شهرک در شهرستان بوزدیاکسکی باشقیرستان کشور روسیه است.